# Kaskaderzy
Kaskaderzy – amerykańska komedia sensacyjna z 1978 roku.

## Obsada
- Burt Reynolds jako Sonny Hooper
- Jan-Michael Vincent jako Ski Chinski
- Sally Field jako Gwen Doyle
- Brian Keith jako Jocko Doyle
- John Marley jako Max Berns
- Robert Klein jako Roger Deal
- James Best jako Cully

i inni

## Nagrody i nominacje
Oscary za rok 1978
- Najlepszy dźwięk – Robert Knudson, Robert Glass, Don MacDougall, Jack Solomon (nominacja)